# 全日本大学軟式野球連盟
全日本大学軟式野球連盟（ぜんにほんだいがくなんしきやきゅうれんめい）とは、日本における大学軟式野球の統轄組織の一つで全国各地区の大学軟式野球連盟が加盟している。全日本軟式野球連盟の支部を構成する全日本大学軟式野球協会の傘下団体。
※注意：過去に分裂した経緯を持つ類似の団体（全日本学生軟式野球連盟）が存在し、参加している連盟・チームが異なることに注意。

## 略史
大学の軟式野球は、終戦後の1947年-1949年頃に、東京六大学軟式野球リーグ、東都大学軟式野球リーグ、関西六大学軟式野球リーグが活動をはじめたのが始まりで、これらのリーグが中心になり、1949年12月に兵庫県明石市で開催された全国大会をきっかけに全日本大学軟式野球連盟（現在の同連盟とは異なる。後述参照。）が設立された。
この第一回大会では、中空のゴムボール（現在でいうところの軟式ボール）を使用していたが、前年に開発された準硬式ボールが他の軟式野球の公式大会での使用実績が良好の評判だったことから、全日本大学軟式野球連盟でも、主催の選手権大会での公式公認ボールに指定した。
このような事情から、大学の軟式野球は、もともとは今で言うところの準硬式野球の方がメインに発展して現在に至っている。
従って、現在における大学の軟式野球は、正しくは軟式A号ボール（通称軟式ボール）を使用する野球のことを表す。
また、「全日本大学軟式野球連盟」の名称の団体は、時系列的には相互に関連ありながらも、3代に渡ってそれぞれ異なった内容の団体が存在している。
1. 1949年～1991年3月のH号球使用の軟式野球チーム（準硬式野球チーム）のみによる連盟（初代）
2. 1992年4月～2000年3月のL号球軟式野球チームとH号球軟式野球チーム（準硬式野球チーム）の両者による統合連盟（2代）
3. 2000年4月以降のA号球（旧L号球）軟式野球チームのみによる連盟（3代）

であるが、以下では現在における全日本大学軟式野球連盟（3代）を中心に解説する。
準硬式球による軟式野球が定着した後になって、大学チームでも準硬式ボール（当事B号球。後にH号球に名称変更）ではなく軟式ボール（当事A号球。後に新開発のL号に変更され、それが更なる名称変更を経て現在のA号に至る。）の使用をするチームの活動が盛んになり、徐々に軟式ボールを専用に使用するチームによるリーグも結成されていき、軟式ボール使用チームによる全国規模の連盟（「全日本大学L号軟式野球連盟」、現在の「全日本大学軟式野球連盟」の前身）の結成に至った。
さらに、使用球の名称変更に伴う連盟名称変更（「全日本大学L号軟式野球連盟」⇒「全日本学生軟式野球連盟」）や、大学軟式連盟（L号球使用の当時の全日本学生軟式野球連盟）と大学準硬式連盟（H号球使用の当時の全日本大学軟式野球連盟）の全国規模での統一が行なわれ、新たな全日本大学軟式野球連盟としての軟式の部、準硬式の部（この統一をもって全日本軟式野球連盟に加盟）の2部体制となった。しかしその翌年、軟式の部内では早くもこの新体制に対して将来への不安の声が上がりはじめた。軟式の部加盟の連盟やチームの多くに「準硬式側主導（詳細については全日本大学準硬式野球連盟を参照の事）で作られた統一新連盟では、L号球軟式野球の将来が危ういのではないか？」という危惧が広まり、現体制の維持か、再独立かを巡って議論沸騰し、度重なる協議・調整を行なった結果、希望するチームやリーグのみが新組織側に残ることで決着。その結果、それを希む連盟やチームの連名での独立宣言により大半が一時脱退したが、関東を中心にした東日本側の連盟やチームの殆どが順次復帰・再加盟した。（詳細は沿革の1993年～1994年辺りを参照）これにより、軟式野球連盟の2団体分裂時代が始まり、軟式と準硬式の再分離（それぞれ「全日本大学軟式野球連盟」と「全日本大学準硬式野球連盟」として独立）が行なわれ現在に至っている。また、再分離・独立した両連盟は、共同で上部組織（全日本大学軟式野球協会）を結成し全日本軟式野球連盟に再加盟した。
このようにな複雑な事情により、現在の大学の軟式野球界は、全国規模での統括連盟とその主催による選手権大会で、2つの系統が並存している。なお、全日本大学軟式野球連盟は、分裂した全日本学生軟式野球連盟と共に、分裂前の全国大会の大会歴を共有して継承している。
※ボールの名称の変遷については、軟式野球のボールの種類についてを参照の事。

## 沿革
※参考として連盟結成前史も記載
- 1921年　最古の大学軟式野球チームとして慶大クラブチームが発足。
- 1931年　東京時事新報社の主催で、第一回東京六大学軟式野球大会が開催。（リーグとしては未結成）
- 1947年頃　東京六大学軟式野球リーグ、東都大学軟式野球リーグ、関西六大学軟式野球リーグが活動を開始。（当事は中空の軟式ボール使用。但しそれぞれのリーグは現在の準硬式リーグの前身）
- 1949年　12月明石市にて初の全国大会を開催。それを機に全日本大学軟式野球連盟（現在の当連盟とは別組織）を発足
- 1950年　大学軟式野球選手権大会での使用球にB号球（準硬式ボール。現在のH号球）を指定。以後、主な大学の軟式野球部はB号球の部として活動を継続。本来の中空軟式球（当事は少年・一般共用としてのA号球。現在のB号球相当）を使用したチームやリーグは後年になって徐々に増えていく。
- 1961年　明大の創部により早慶明のA号軟式野球チームの対抗戦開始。
- 1962年～1963年　法政・立教（両校とも創部は1962年）の加盟により東京五大学A号軟式野球連盟設立。
- 1963年　東都大学軟式リーグと東京五大学軟式リーグによるA号軟式野球大学王座決定戦が開始。
- 1970年　4月にL号球（現在のA号球に相当）が一般成人向けのボールとして新規公認球になったことにより、それまでの各軟式A号球連盟の使用球もL号球に切り替わり、L号球連盟に変更。東大加盟により東京六大学L号軟式野球連盟に改称。
- 1978年　3月に東都大学L号軟式野球連盟、東京六大学L号軟式野球連盟、近畿大学L号軟式野球連盟の3連盟で全日本大学L号軟式野球連盟（現在の全日本大学軟式野球連盟）を結成。1963年以来これまで春季に行なわれていた大学王座決定戦は発展的解消。同年8月に第一回全日本大学L号軟式野球選手権大会を実施。
- 1979年　3月に新たに首都大学L号軟式野球連盟、関西六大学L号軟式野球連盟、西日本地区大学L号軟式野球連盟、広島六大学L号軟式野球連盟が加盟。
- 1980年　3月に新たに東北地区大学L号軟式野球連盟が加盟。第3回の機をもって、全日本大学L号軟式野球選手権大会の名称を全日本大学軟式野球選手権大会に変更。同年11月に東京六大学、東都大学、首都大学、東北地区大学による第一回東日本大学L号軟式野球選抜大会（現在の東日本大学軟式野球選手権大会)を実施。
- 1983年　第6回の機をもって、選手権大会の名称を再び全日本大学L号軟式野球選手権大会に戻す。
- 1984年　11月に関西六大学、近畿大学、西日本地区大学、広島六大学による第一回西日本大学L号軟式野球選手権大会を実施。
- 1985年　軟式L号球の名称が他の軟式球と共に名称変更。（L号球→A号球）
- 1986年　3月に新たに福岡軟式大学野球連盟（現在の九州学生軟式野球連盟 )が加盟。
- 1987年　3月、懸案となっていた軟式球の名称変更への対応として連盟名称を全日本学生軟式野球連盟（現在の全日本学生軟式野球連盟とは別組織。詳細は当該記事を参照の事。）と改め、同時に加盟連盟もそれぞれ「L号軟式」から「学生軟式」と名称を変更。また、新たに東海学生軟式野球連盟が加盟。同年8月に選手権大会（第10回大会）を全日本学生軟式野球選手権大会と名称変更し、東日本大会、西日本大会について同様に名称変更。
- 1989年　全日本学生軟式野球選手権大会が文部大臣杯を受ける。
- 1990年　新たに西都学生（現在の大学）軟式野球連盟が加盟。
- 1992年　3月に新たに四国学生（現在の大学）軟式野球連盟が加盟。同年4月、全日本学生軟式野球連盟（軟式）と全日本大学軟式野球連盟（準硬式）が合併。全日本大学軟式野球連盟として（財）全日本軟式野球連盟の第48番目の支部として加盟。これにより、これまでの全日本学生軟式野球連盟は「全日本大学軟式野球連盟・軟式の部」、準硬式は「全日本大学軟式野球連盟・準硬式の部」となる。さらに、軟式の部に中部日本学生軟式野球連盟、北海道地区大学軟式野球連盟、北関東大学軟式野球連盟、東関東大学軟式野球連盟、南関東大学軟式野球連盟、関東二部大学軟式野球連盟が加盟。これに伴い、前年までの「全日本学生軟式野球選手権大会」を「全日本大学軟式野球選手権大会」に名称変更し、東日本大会、西日本大会も同様に変更した。
- 1993年　3月31日、北海道地区大学軟式野球連盟、東北地区学生軟式野球連盟、東京六大学学生軟式野球連盟、東都学生軟式野球連盟、首都学生軟式野球連盟、中部日本学生軟式野球連盟、広島六大学学生軟式野球連盟、西日本学生軟式野球連盟、九州学生軟式野球連盟の連名（連名は当時の軟式の部に加盟していた15連盟中の9連盟。）による独立宣言をもって新たな「全日本学生軟式野球連盟」を組織して分離・独立。以後、「全日本大学軟式野球連盟・軟式の部」と「全日本学生軟式野球連盟」の分裂時代となる。その後、首都学生軟式野球連盟から唯一残留した明星大学（日野校舎）が明星大学（青梅校舎）と２校で首都大学軟式野球連盟を結成し、大学軟式連盟・軟式の部に加盟。後になり、東北地区学生（現在の大学）軟式野球連盟が学生軟式連盟を脱退し、大学軟式連盟・軟式の部に再加盟。さらに同年12月になり、東京六大学学生軟式野球連盟が同様に学生軟式連盟を脱退し、大学軟式連盟・軟式の部に再加盟。
- 1994年　新たに新潟地区大学軟式野球連盟（前年の準加盟から）、信州地区大学軟式野球連盟（前年の準加盟から。現在の長野県大学軟式野球連盟）が加盟。また、東都学生軟式野球連盟（前年の独立・脱退組み）の一部リーグ所属校が中心となり学生軟式連盟を脱退し、新たに東都大学軟式野球連盟を結成、大学軟式連盟・軟式の部に加盟。北海道地区大学軟式野球連盟も同様に学生軟式連盟を脱退し、大学軟式連盟・軟式の部に再加盟。また、北陸地区大学軟式野球連盟も新たに加盟。
- 1995年　新たに関東新大学軟式野球連盟、南九州地区（現在の九州地区）大学軟式野球連盟、中国地区大学軟式野球連盟が加盟。第一回関東地区大学軟式野球選抜大会（関東オールスター大会）開催。
- 1997年　全日本大学軟式野球連盟・軟式の部の創立20周年を迎える。
- 2000年　4月に全日本大学軟式野球連盟・準硬式の部、軟式の部が発展的に解消。軟式の部は「全日本大学軟式野球連盟」、準硬式の部は「全日本大学準硬式野球連盟」となる。さらに、準硬式と軟式で「全日本大学軟式野球協会」を組織し全軟連に加盟（再加盟）。東北地区大学軟式野球連盟が東北地区大学軟式野球連盟と奥羽地区大学軟式野球連盟に分割。
- 2001年　9月に新たに京滋大学軟式野球連盟が加盟。また、東京六大学学生軟式野球連盟が「東京六大学軟式野球連盟」に名称変更。
- 2007年　全日本大学軟式野球選手権大会の第30回大会（東京地区開催）を記念して今大会に限り従来の22連盟からの優勝校22校に加えて開催地枠など8校分を追加。連盟単位に増枠を与え、当該連盟からは2位校が出場。同年3月に連盟創立30周年記念式典（東京・品川プリンスホテル）を挙行。
- 2011年　沖縄県大学軟式野球連盟が加盟。
- 2021年　今まで行っていた「東日本大学軟式野球選手権大会」と「西日本大学軟式野球選手権大会」が終了し、新たに「全日本大学軟式選抜大会SummerCup」を8月に開催すると発表。[2]また、新大会が誕生したことにより「全日本大学軟式野球選手権大会」の開催日が8月の夏開催から11月の秋開催へに移動した。同年8月に第一回全日本大学軟式選抜大会SummerCupを実施。

## 運営大会
- 毎年秋季各リーグ上位チームによる「全日本大学軟式野球選手権大会」（他競技のインカレに相当）を主催。2006年で29回（連盟の分裂前も含む）を数える。例年8月中旬に各連盟持ち回りの主管で行われる。対象は全国の各連盟1代表による22チーム。2021年からは「全日本大学軟式選抜大会SummerCup」が誕生したきっかけにより、開催日が例年開催日が8月の夏開催から11月の秋開催と変更となった。[3]
- 毎年春季各リーグ上位チームと地区ブロック優勝校代表チームによる「全日本大学軟式選抜大会SummerCup」を主催。例年8月に行われる。対象は全国の各連盟に所属する23連盟から代表１チームと各ブロック大会で優勝した代表7チームの合計30チーム。

### かつて行っていた大会
- 毎年秋季リーグ終了後に東日本地域（対象は後述加盟連盟一覧の北海道地区大学～長野県大学の13連盟）の各リーグ上位2チームによる「東日本大学軟式野球選手権大会」を主催。2006年で27回（連盟の分裂前も含む）を数える。例年11月中旬に東日本地区各連盟持ち回りの主管で行われていた。2021年をもって「全日本大学軟式選抜大会SummerCup」に統一することになり、40年の幕を閉じた。
- 毎年秋季リーグ終了後に西日本地域（対象は後述加盟連盟一覧の東海学生～沖縄県大学の10連盟）の各リーグ上位2チームによる「西日本大学軟式野球選手権大会」を主催。2019年で36回（連盟の分裂前も含む）を数える。例年11月中旬に西日本地区各連盟持ち回りの主管で行われていた。2021年をもって「全日本大学軟式選抜大会SummerCup」に統一することになり、36年の幕を閉じた。

## 加盟連盟
全日本大学軟式野球連盟が加盟状態を管理しているのはそれぞれの各連盟のみで、各大学の軟式野球部は直接に全日本大学軟式野球連盟に所属しているわけではなく、その所属や加盟校の管理・運営は各連盟に帰属する。なお加盟校の加盟・脱退やリーグ間の移籍などは、硬式野球や準硬式野球に比べて割と頻繁に発生する傾向が強い。
- 北海道地区大学軟式野球連盟（24）
加盟校：小樽商科大学、國學院大學北海道短期大学、札幌大学、札幌医科大学、札幌学院大学、札幌国際大学、北海商科大学、千歳科学技術大学、東京農業大学生物産業学部、星槎道都大学、はこだて未来大学、北翔大学、北星学園大学、北海学園大学、北海道大学、北海道医療大学、北海道大学水産学部、北海道科学大学、北海道教育大学札幌校、北海道教育大学旭川校、北海道教育大学函館校、北海道情報大学、酪農学園大学、北海道千歳リハビリテーション大学
- 奥羽地区大学軟式野球連盟（11）
加盟校：青森大学、秋田大学、岩手大学、北里大学獣医畜産学部、国際教養大学、八戸学院大学、八戸工業大学、弘前大学、弘前学院大学、ノースアジア大学、盛岡大学
- 東北地区大学軟式野球連盟（15）
加盟校：会津大学、いわき明星大学、石巻専修大学、尚絅学院大学、仙台大学、東北大学、東北芸術工科大学、東北学院大学、東北福祉大学、東北文化学園大学、日本大学工学部、東日本国際大学、宮城大学、宮城教育大学、山形大学
- 東京六大学軟式野球連盟（6）
加盟校：慶應義塾大学、東京大学、法政大学、明治大学、立教大学、早稲田大学
- 首都大学軟式野球連盟（12）
加盟校：嘉悦大学、淑徳大学埼玉キャンパス、創価大学、大東文化大学、高千穂大学、東京学芸大学、東京電機大学理工学部、東京理科大学経営学部、獨協大学、日本医療科学大学、武蔵大学、明星大学
- 東都大学軟式野球連盟（7）
加盟校：青山学院大学、国士舘大学、東京経済大学、二松學舎大学、日本体育大学、日本大学商学部、和光大学
- 北関東大学軟式野球連盟（14）
加盟校：茨城大学、茨城キリスト教大学、宇都宮大学、宇都宮共和大学那須キャンパス、関東学園大学、国際医療福祉大学、作新学院大学、上武大学、聖学院大学、筑波大学、帝京大学宇都宮キャンパス、東京福祉大学、常磐大学、白鷗大学
- 東関東大学軟式野球連盟（19）
加盟校：SBC東京医療大学、江戸川大学、神田外語大学、杏林大学、敬愛大学、国際武道大学、淑徳大学、順天堂大学さくらキャンパス、城西国際大学、城西国際大学観光学部、朝鮮大学校、帝京大学、帝京科学大学、東洋学園大学、東京未来大学、日本大学経済学部、日本大学生産工学部、日本大学薬学部、日本大学理工学部
- 南関東大学軟式野球連盟（13）
加盟校：神奈川大学平塚校舎、関東学院大学小田原校舎、国際医療福祉大学小田原校舎、産業能率大学、湘南工科大学、鶴見大学、田園調布学園大学、桐蔭横浜大学、東海大学、文教大学湘南校舎、明治大学生田校舎、横浜商科大学、横浜市立大学
- 東京新大学軟式野球連盟（7）
加盟校：國學院大學二部、駒澤大学、東京都立大学、専修大学神田キャンパス、東洋大学二部、東京理科大学二部、日本大学法学部
- 関東新大学軟式野球連盟（6）
加盟校：千葉商科大学、中央学院大学、つくば国際大学、帝京科学大学千住キャンパス、東京理科大学理工学部、流通経済大学
- 新潟地区大学軟式野球連盟（13）
加盟校：敬和学園大学、長岡大学、長岡技術科学大学、新潟大学、新潟大学医学部、新潟大学歯学部、新潟医療福祉大学、新潟経営大学、新潟県立大学、新潟工科大学、新潟工業短期大学、新潟産業大学、新潟薬科大学
- 長野県大学軟式野球連盟（7）
加盟校：信州大学繊維学部、信州大学長野キャンパス、信州大学松本キャンパス、諏訪東京理科大学、長野大学、長野保健医療大学、松本大学
- 北陸地区大学軟式野球連盟（8）
加盟校：石川県立大学、金沢学院大学、金沢星稜大学、仁愛大学、富山大学、富山県立大学、福井工業大学、北陸大学
- 東海学生軟式野球連盟（13）
加盟校：岐阜経済大学、岐阜聖徳学園大学、星城大学、大同大学、中京大学、中京学院大学、中部大学、東海学園大学、名古屋大学、名古屋学院大学名古屋キャンパス、名古屋経済大学、日本福祉大学、名城大学
- 近畿学生軟式野球連盟（19）
加盟校：大阪大学、大阪青山大学、大阪大谷大学、大阪学院大学、大阪工業大学情報科学部、大阪成蹊大学、大阪体育大学、大阪物療大学、関西国際大学、京都大学、兵庫大学、京都産業大学、神戸大学、神戸医療福祉大学、神戸学院大学、奈良大学、姫路獨協大学、兵庫県立大学、佛教大学
- 関西六大学学生軟式野球連盟（6）
加盟校：大阪市立大学、関西大学、関西学院大学、甲南大学、同志社大学、立命館大学
- 西都大学軟式野球連盟（16）
加盟校：大阪教育大学、大阪経済法科大学、大阪芸術大学、大阪国際大学、大阪電気通信大学、大阪人間科学大学、関西外国語大学、関西福祉科学大学、近畿大学、近畿大学農学部、相愛大学、帝塚山大学、天理大学、羽衣国際大学、桃山学院教育大学、流通科学大学
- 京滋大学軟式野球連盟（8）
加盟校：京都医療科学大学、京都文教大学、滋賀大学、滋賀県立大学、びわこ学院大学、びわこ成蹊スポーツ大学、龍谷大学、京都工芸繊維大学
- 中国地区大学軟式野球連盟（7）
加盟校：岡山県立大学、吉備国際大学、近畿大学工学部、福山平成大学、広島市立大学、比治山大学、美作大学
- 四国地区大学軟式野球連盟（12）
加盟校：愛媛大学、香川大学、香川大学医学部、高知大学、高知工科大学、四国大学、四国学院大学、聖カタリナ大学、高松大学、徳島大学、徳島文理大学香川校、徳島文理大学徳島校
- 九州地区大学軟式野球連盟（9）
加盟校：鹿児島大学、鹿児島国際大学、九州看護福祉大学、九州ルーテル学院大学、熊本県立大学、志學館大学、崇城大学、第一工業大学、宮崎産業経営大学
- 沖縄県大学軟式野球連盟（3）※2011年加盟
加盟校：沖縄大学、沖縄国際大学、名桜大学